# Wiener Automobil-Fabrik
Die Wiener Automobil-Fabrik GmbH war ein Hersteller von Automobilen und Lastkraftwagen aus Österreich-Ungarn, später Österreich. Das Unternehmen darf nicht mit der Wiener Automobilfabrik AG, vorm. Gräf & Stift verwechselt werden.

## Unternehmensgeschichte
Das Unternehmen wurde im April 1911 in Wien zur Produktion von Automobilen gegründet. Es war das Nachfolgeunternehmen von Bock & Hollender. Besitzer war Georg Zachariades, und Ferdinand Trummer der Konstrukteur. Der Markenname lautete WAF. Ende 1925 endete die Produktion.

## Fahrzeuge

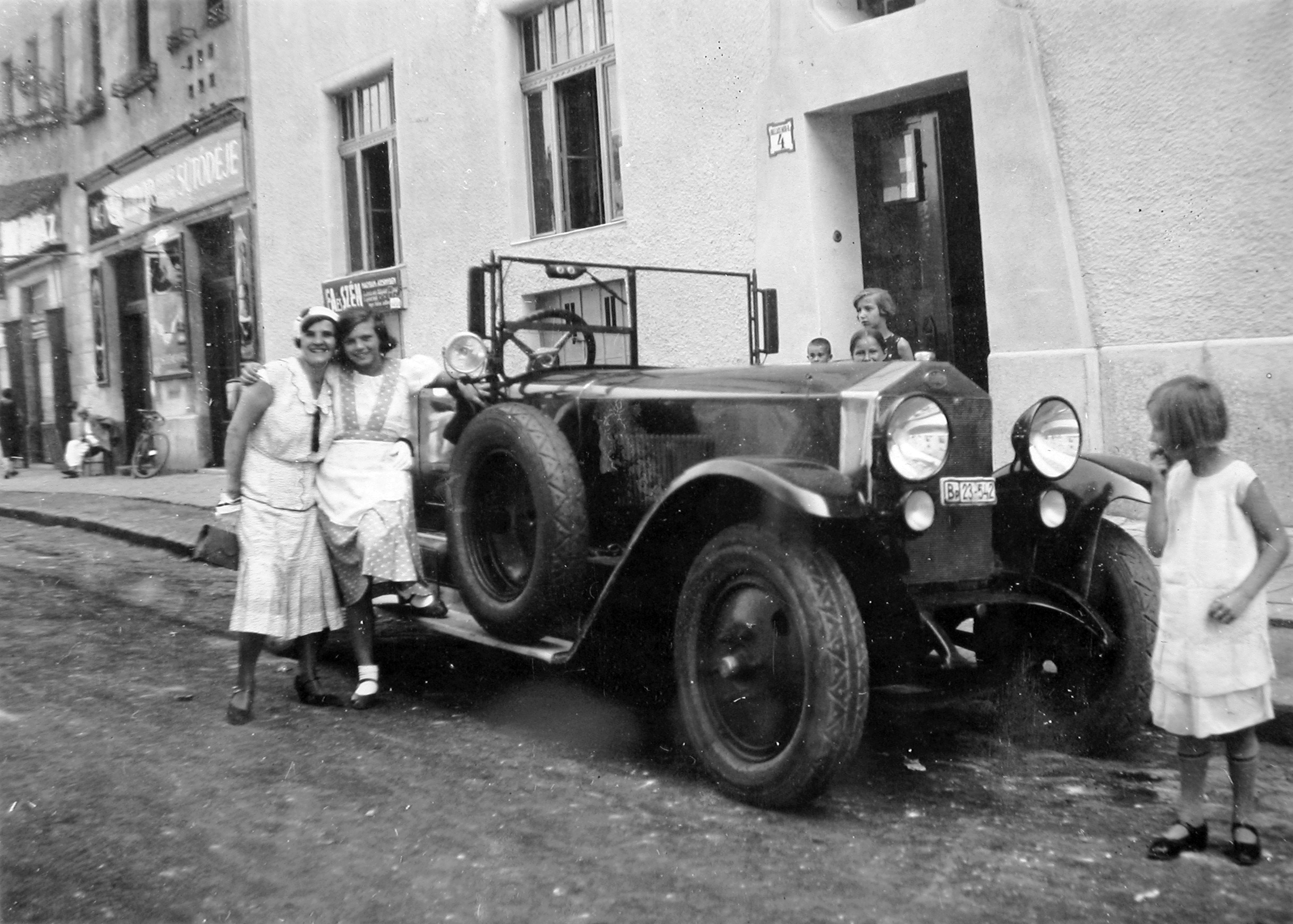
WAF

Zunächst stellte das Unternehmen die Modelle 25 PS und 35 PS her, die noch auf den Modellen basierten, die Trummer für Bock & Hollender entwarf. 1914 erschien der 45 PS, auch Alpentyp genannt. Er verfügte über einen Vierzylindermotor mit 2800 cm³ Hubraum und 45 PS. Die erste Teilnahme an der Alpenfahrt erfolgte 1912, und die nächste 1914 mit dem 45 PS.
Während des Ersten Weltkriegs entstanden Lastkraftwagen für Österreich-Ungarns Armee. Die kleinen Modelle mit 1,5, 2 und 3 Tonnen verfügten über Kardanantrieb. Das größte Modell mit 5 Tonnen hatte Kettenantrieb.
Nach dem Krieg gab es die Modelle 11/35 PS mit Vierzylindermotor und 21/50 PS mit Sechszylindermotor. Spitzenmodell war der 15/45 PS mit Achtzylindermotor. Hier waren zwei Vierzylindermotoren aneinander gereiht, sodass sich ein Reihenachtzylindermotor ergab. Der Hubraum betrug 4000 cm³. Ein Fahrzeug dieser Serie errang einen Klassensieg bei der Rainer-Bergfahrt in Salzburg am 29. Juni 1924.